# Полярный день
Поля́рный де́нь — период, когда Солнце не заходит за горизонт дольше 1 суток. Полярный день — следствие наклона плоскости экватора Земли к плоскости эклиптики, который составляет примерно 23°26′.
Самый короткий полярный день наблюдается на широте полярного круга — 66°33′ за вычетом радиуса солнечного диска (15-16′) и атмосферной рефракции (на уровне моря в среднем 35′), итого около 65°43′. Таким образом, полярный день можно наблюдать в городах, лежащих немного южнее северного полярного круга (к примеру Новый Уренгой), в то время как полярной ночи там наблюдаться ещё не будет.
Самый долгий полярный день наблюдается на полюсах — более 6 месяцев. На Северном полюсе это примерно 190 дней с 19 марта по 25 сентября, на Южном — 184 дня с 21 сентября по 23 марта. Во время полярного дня на протяжении каждых суток Солнце не заходит за горизонт, а описывает круг вдоль линии горизонта. Интересно, что благодаря рефракции в течение примерно 4 суток вблизи равноденствий Солнце светит одновременно на обоих полюсах. Вблизи полярных кругов, с внешней стороны, наблюдаются белые ночи.
Существование полярного дня и полярной ночи впервые было предсказано древнегреческим астрономом Бионом из Абдеры.

## Города, в которых наблюдается полярный день
- В Канаде: Инувик.
- В Норвегии: Алта, Будё, Вадсё, Вардё[англ.]*, Киркенес, Лекнес, Лонгйир, Нарвик, Свольвер, Сортланн, Стокмаркнес, Тромсё, Фёуске, Хаммерфест, Харстад, Хоннингсвог[1].
- В России: Апатиты, Билибино, Верхоянск, Воркута, Инта, Гаджиево, Дудинка, Норильск, Заозёрск, Заполярный, Игарка, Кандалакша, Кировск, Ковдор, Кола, Лабытнанги, Мончегорск, Мурманск, Мезень, Нарьян-Мар, Новый Уренгой, Ноябрьск, Оленегорск, Островной, Певек, Полярные Зори, Полярный, Салехард, Североморск, Снежногорск, Среднеколымск, Усинск.
- В Финляндии: Кемиярви, Рованиеми[2].
- В Швеции: Кируна.

## Видеофайлы
- Полярный день в Финляндии.
- Полярный день на Колвицком озере.
- Освещённость во время полярного дня.

## На других планетах
Полярный день наблюдается на всех планетах, ось вращения которых наклонена к плоскости их эклиптики. В Солнечной системе близкий по характеру к земному полярный день наблюдается на Марсе, Сатурне и Нептуне. Оси вращения Меркурия, Венеры и Юпитера имеют наклон менее 3 градусов, поэтому полярный день там наблюдается только совсем вблизи полюсов. На Меркурии при этом имеются пики вечного света и на большем удалении от полюсов. У Венеры очень плотная атмосфера и прямые солнечные лучи нигде не достигают ее поверхности и освещение там всегда сумеречное. Поэтому круглосуточная освещенность, аналогичная земным белым ночам наблюдается в гораздо более низких широтах.
Уран вращается «лежа на боку» (ось вращения лежит практически в плоскости эклиптики) поэтому полярный день наблюдается практически на всей поверхности этой планеты за исключением околоэкваториальных районов. 
Более сложная картина полярного дня наблюдается на спутниках планет, поскольку угол наклона их оси по отношению к Солнцу меняется при движении спутника вокруг своей планеты.